# Bovinae
Sous-famille
Les Bovinés (Bovinae) sont une sous-famille de  mammifères ruminants de la famille des Bovidés comprenant les Bovins (Bœufs et espèces proches) ainsi que des « antilopes eurasiennes ».

## Caractéristiques communes

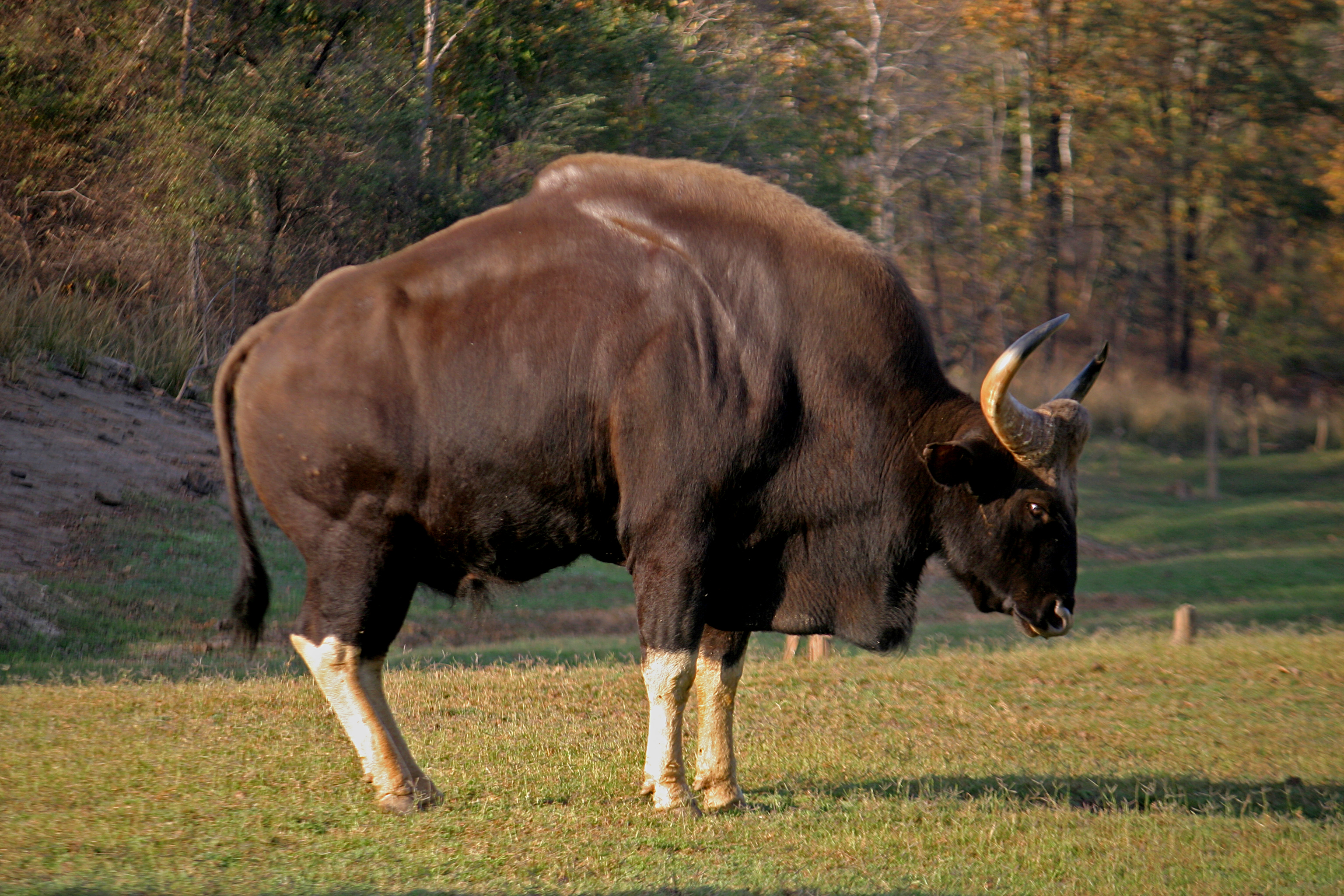
Le gaur (Bos gaurus) est l'un des plus gros bovinés.

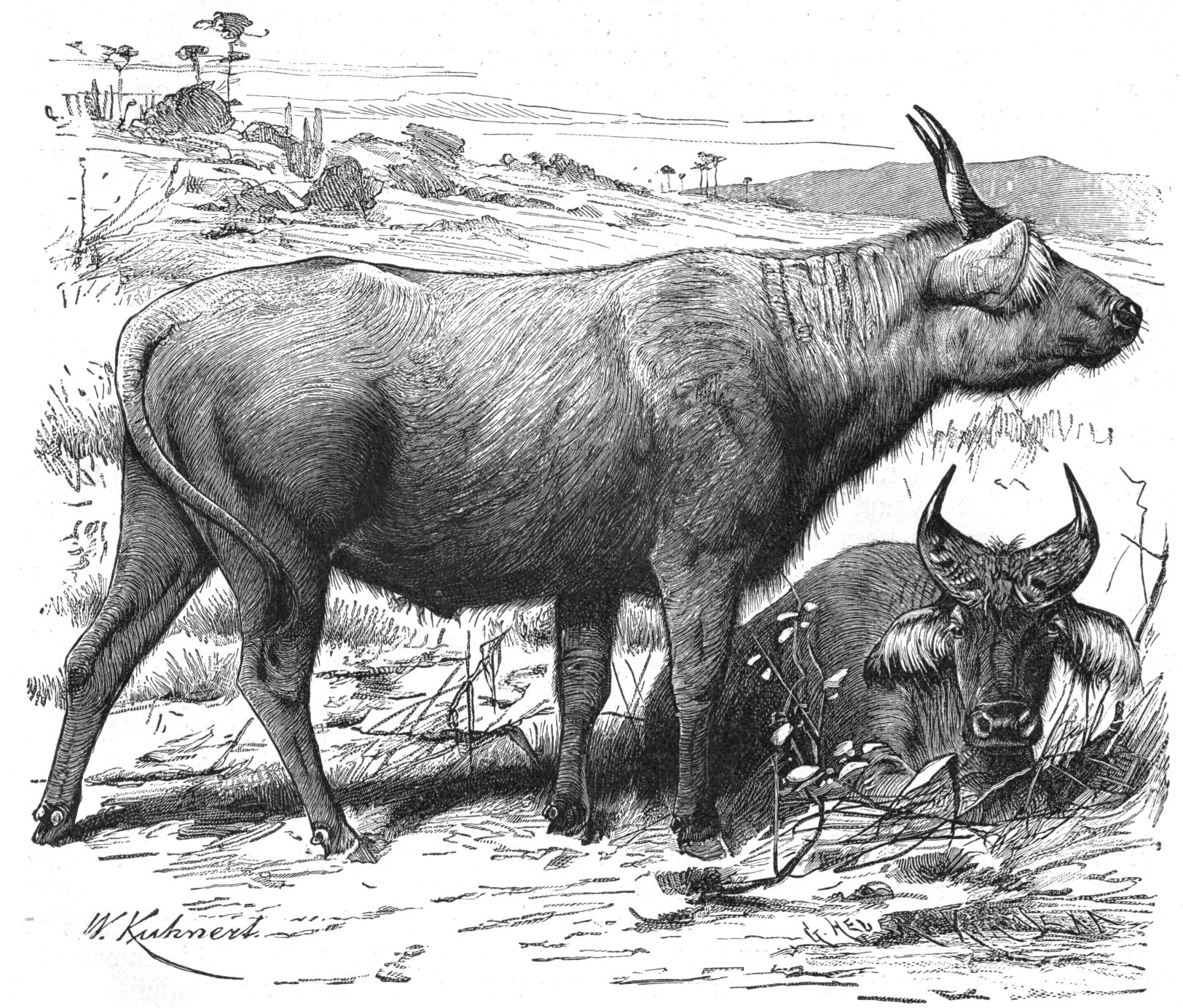
Buffle nain
(Syncerus caffer nanus).

Les Bovinés sont des animaux généralement trapus, moins adaptés à la course que les antilopes. Appartenant au sous-ordre des ruminants, ils possèdent un système digestif constitué de quatre poches. Ils sont dotés de cornes frontales (sauf mutation génétique comme chez la race Angus), généralement au nombre de deux (quatre chez l'Antilope tétracère), le plus souvent courbées vers l'avant ou le haut, parfois spiralées (koudous) et facilement imposantes. Les races domestiquées ont un comportement pacifique ; les races sauvages peuvent être plus ou moins agressives et domesticables.
Les bovins ont en commun certains comportements sociaux, avec notamment une relation mère-jeune et femelle-subadulte solide, que les éthologues étudient dans les troupeaux domestiques,, mais aussi dans quelques populations maintenues en semi-liberté (taureaux et vaches camarguaises par exemple) ou dans quelques populations « sauvages » ou redevenues « sauvages » (et chassées par les membres d'une base installée sur l'île) ; une douzaine de populations marronnes (c'est-à-dire redevenues sauvage)  de Bos taurus étaient en 1990 connues dans le monde (Hall et Moore, 1986), dont sur l'île Amsterdam (55 km2), l'une des plus isolées du monde, au cœur de l'océan Indien (37° 40' S, 77° 35' E) où vivent environ 1 600 vaches redevenues sauvages, descendantes d'individus introduits là en 1870. Sur cette île, sauf au moment de la reproduction « les mâles ont (...) beaucoup plus tendance à se regrouper entre eux que les femelles ». Chez les bovidés, des relations de dominance existent entre mâles (au moment du rut notamment) et entre mâles et femelles. Les mâles semblent plus volontiers mobiles dans le paysage que les femelles.
Dans une population de taille significative on trouve toujours trois types d'unités sociales, y compris chez le buffle africain, les taureaux de Camargue ou les bisons américains, : des groupes de femelles (« nursery herds »), des groupes de mâles (« bachelor herds ») et des taureaux adultes solitaires.

## Taxonomie
La sous-famille Bovinae a été définie par John Edward Gray (1800-1875) en 1821.

## Position phylogénétique et origine
Selon une étude menée par des généticiens européens du Muséum national d'histoire naturelle de Paris, de l'université de Mayence en Allemagne et de l'University College de Londres au Royaume-Uni à partir d'ossements retrouvés sur des sites archéologiques en Iran, les bovins domestiques modernes seraient issus d'un seul troupeau d'environ 80 têtes qui vivait il y a 10 500 ans en Iran.
|              | Bubalina (buffles)                                                                                          |
|              | |
|              | \| Pseudorygina \| (saolas) \| \| \| (saolas) \| \| Bovina \| (bisons, bœufs…) \| \| \| (bisons, bœufs…) \| |
|              | |
| Pseudorygina | (saolas) |
|              | (saolas) |
| Bovina       | (bisons, bœufs…)                                                                                            |
|              | (bisons, bœufs…)                                                                                            |

| Pseudorygina | (saolas)         |
|              | (saolas)         |
| Bovina       | (bisons, bœufs…) |
|              | (bisons, bœufs…) |

|              | Bubalina (buffles)                                                                                          |
|              | |
|              | \| Pseudorygina \| (saolas) \| \| \| (saolas) \| \| Bovina \| (bisons, bœufs…) \| \| \| (bisons, bœufs…) \| |
|              | |
| Pseudorygina | (saolas) |
|              | (saolas) |
| Bovina       | (bisons, bœufs…)                                                                                            |
|              | (bisons, bœufs…)                                                                                            |

| Pseudorygina | (saolas)         |
|              | (saolas)         |
| Bovina       | (bisons, bœufs…) |
|              | (bisons, bœufs…) |

|              | Bubalina (buffles)                                                                                          |
|              | |
|              | \| Pseudorygina \| (saolas) \| \| \| (saolas) \| \| Bovina \| (bisons, bœufs…) \| \| \| (bisons, bœufs…) \| |
|              | |
| Pseudorygina | (saolas) |
|              | (saolas) |
| Bovina       | (bisons, bœufs…)                                                                                            |
|              | (bisons, bœufs…)                                                                                            |

| Pseudorygina | (saolas)         |
|              | (saolas)         |
| Bovina       | (bisons, bœufs…) |
|              | (bisons, bœufs…) |

|              | Bubalina (buffles)                                                                                          |
|              | |
|              | \| Pseudorygina \| (saolas) \| \| \| (saolas) \| \| Bovina \| (bisons, bœufs…) \| \| \| (bisons, bœufs…) \| |
|              | |
| Pseudorygina | (saolas) |
|              | (saolas) |
| Bovina       | (bisons, bœufs…)                                                                                            |
|              | (bisons, bœufs…)                                                                                            |

| Pseudorygina | (saolas)         |
|              | (saolas)         |
| Bovina       | (bisons, bœufs…) |
|              | (bisons, bœufs…) |

|              | Bubalina (buffles)                                                                                          |
|              | |
|              | \| Pseudorygina \| (saolas) \| \| \| (saolas) \| \| Bovina \| (bisons, bœufs…) \| \| \| (bisons, bœufs…) \| |
|              | |
| Pseudorygina | (saolas) |
|              | (saolas) |
| Bovina       | (bisons, bœufs…)                                                                                            |
|              | (bisons, bœufs…)                                                                                            |

| Pseudorygina | (saolas)         |
|              | (saolas)         |
| Bovina       | (bisons, bœufs…) |
|              | (bisons, bœufs…) |

|              | Bubalina (buffles)                                                                                          |
|              | |
|              | \| Pseudorygina \| (saolas) \| \| \| (saolas) \| \| Bovina \| (bisons, bœufs…) \| \| \| (bisons, bœufs…) \| |
|              | |
| Pseudorygina | (saolas) |
|              | (saolas) |
| Bovina       | (bisons, bœufs…)                                                                                            |
|              | (bisons, bœufs…)                                                                                            |

| Pseudorygina | (saolas)         |
|              | (saolas)         |
| Bovina       | (bisons, bœufs…) |
|              | (bisons, bœufs…) |

|              | Bubalina (buffles)                                                                                          |
|              | |
|              | \| Pseudorygina \| (saolas) \| \| \| (saolas) \| \| Bovina \| (bisons, bœufs…) \| \| \| (bisons, bœufs…) \| |
|              | |
| Pseudorygina | (saolas) |
|              | (saolas) |
| Bovina       | (bisons, bœufs…)                                                                                            |
|              | (bisons, bœufs…)                                                                                            |

| Pseudorygina | (saolas)         |
|              | (saolas)         |
| Bovina       | (bisons, bœufs…) |
|              | (bisons, bœufs…) |

|              | Bubalina (buffles)                                                                                          |
|              | |
|              | \| Pseudorygina \| (saolas) \| \| \| (saolas) \| \| Bovina \| (bisons, bœufs…) \| \| \| (bisons, bœufs…) \| |
|              | |
| Pseudorygina | (saolas) |
|              | (saolas) |
| Bovina       | (bisons, bœufs…)                                                                                            |
|              | (bisons, bœufs…)                                                                                            |

| Pseudorygina | (saolas)         |
|              | (saolas)         |
| Bovina       | (bisons, bœufs…) |
|              | (bisons, bœufs…) |

## Liste des genres
Selon ITIS (19 octobre 2017) et Mammal Species of the World (version 3, 2005)  (19 octobre 2017) :
- genre Bison C. H. Smith, 1827 -- bisons (deux espèces) ;
- genre Bos Linnaeus, 1758 -- bœuf, yak et autres bovins domestiques issus de l'auroch (environ cinq espèces et de nombreuses sous-espèces) ;
- genre Boselaphus Blainville, 1816 -- Antilope Nilgaut (une espèce) ;
- genre Bubalus C. H. Smith, 1827 -- Buffles asiatiques (cinq espèces) ;
- genre Pseudoryx Dung, Giao, Chinh, Tuoc, Arctander & MacKinnon, 1993 -- Saola (une espèce) ;
- genre Syncerus Hodgson, 1847 -- buffle africain (une espèce) ;
- genre Taurotragus Wagner, 1855 -- Élands (deux espèces) ;
- genre Tetracerus Leach, 1825 -- Antilope tétracère (une espèce) ;
- genre Tragelaphus Blainville, 1816 -- Koudous, nyalas et guib (sept espèces) ;

Auxquels il faut ajouter selon NCBI (19 octobre 2017) le genre Pseudonovibos.

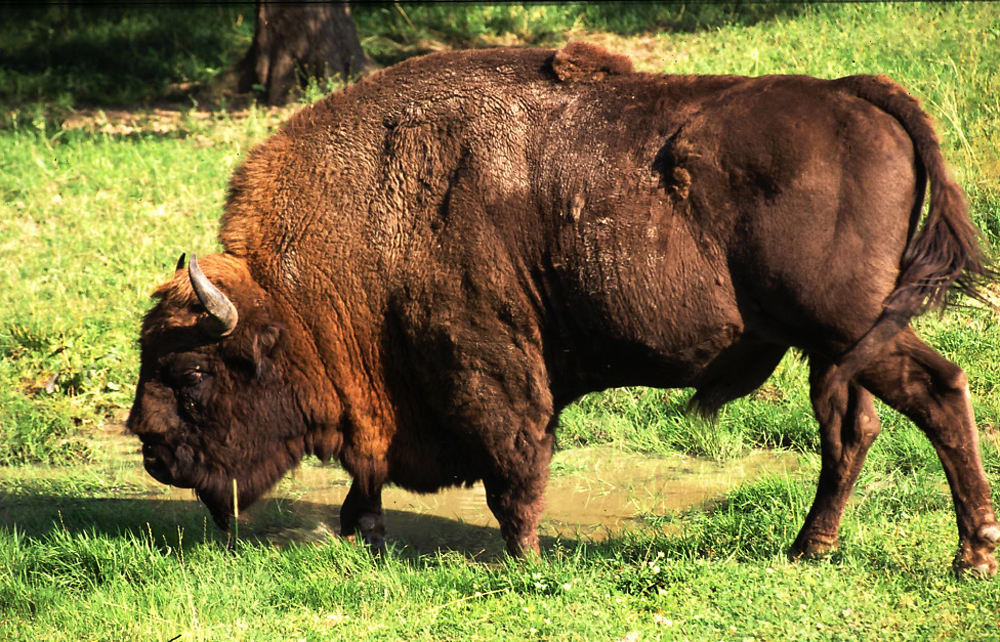
Bison (Bison bonasus)
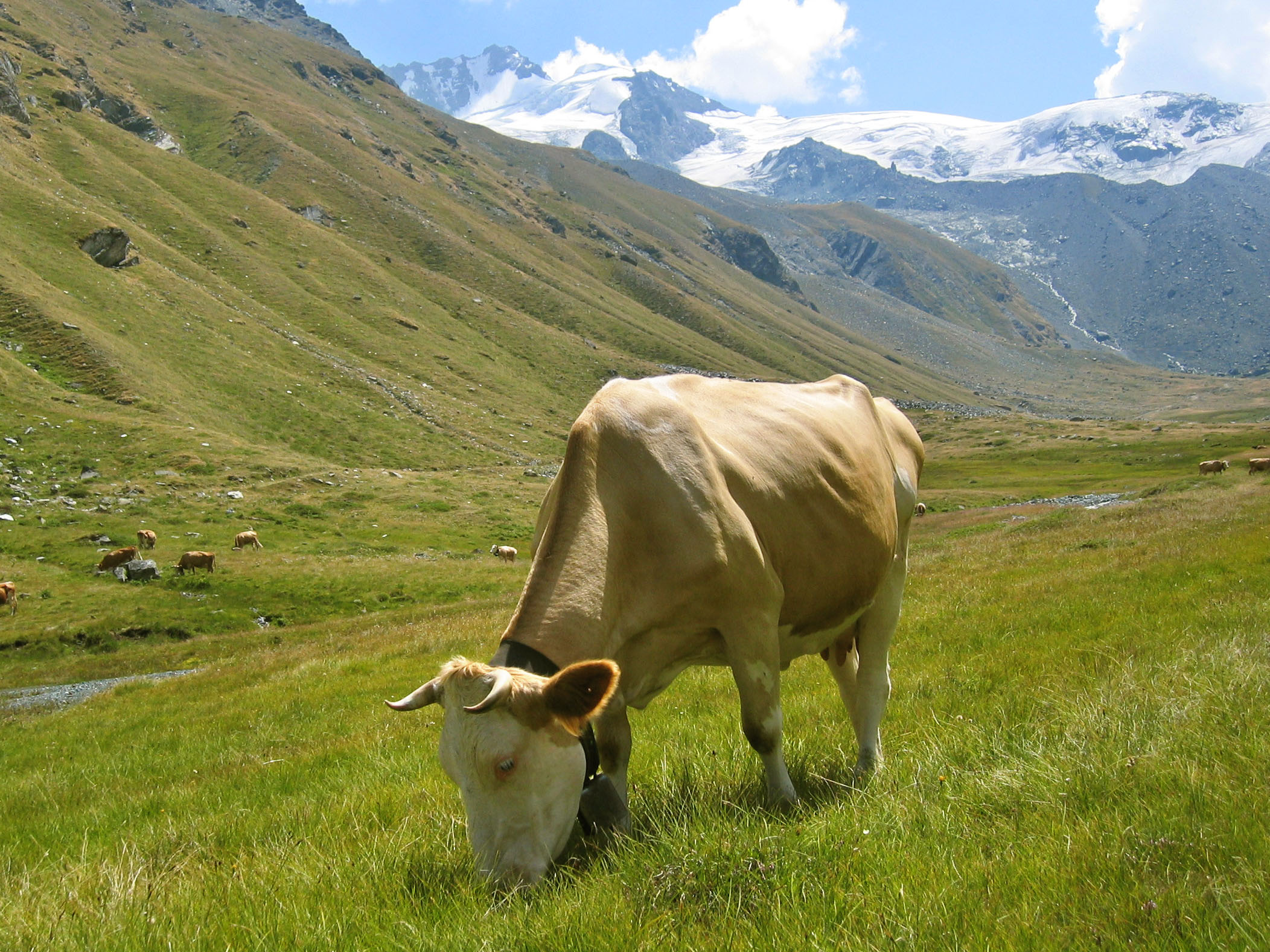
Vache domestique (Bos taurus).
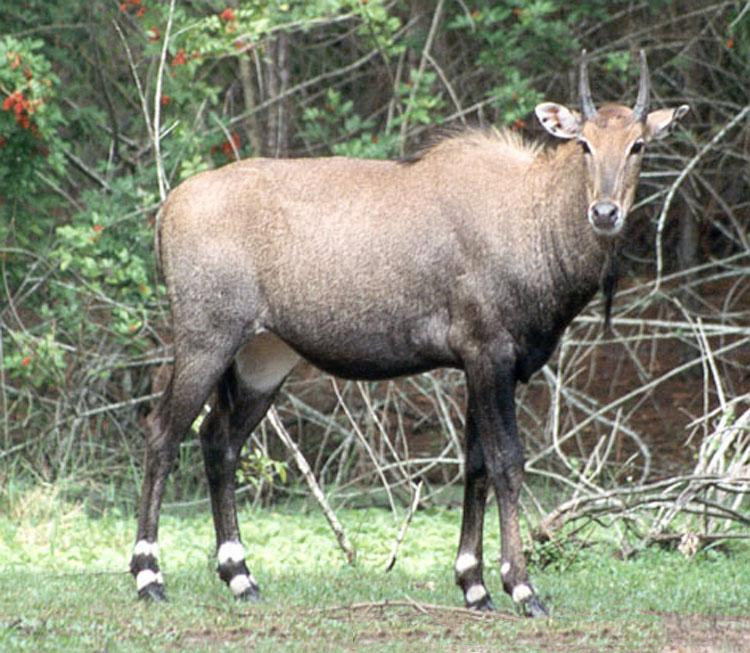
Antilope Nilgaut (Boselaphus tragocamelus).
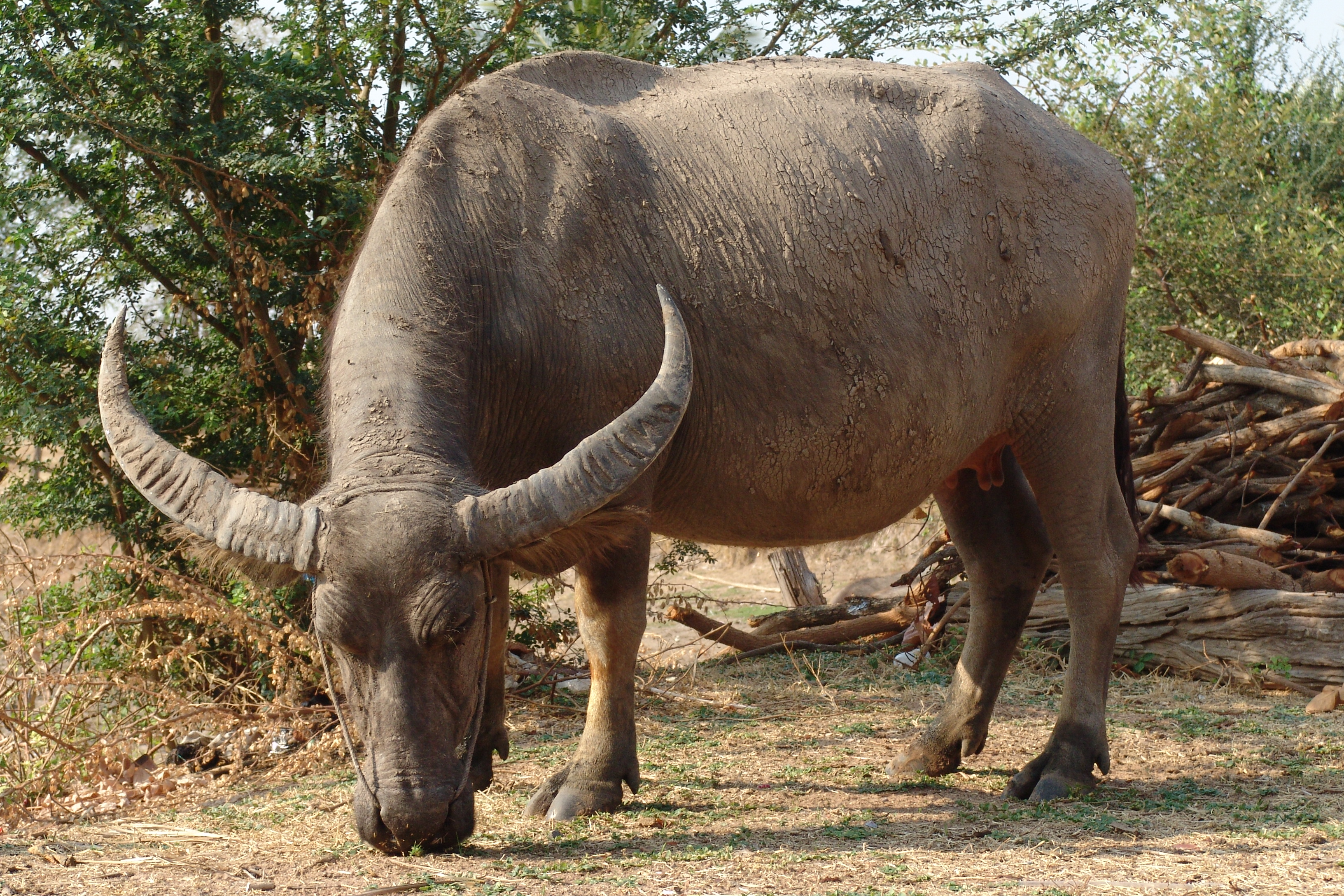
Buffle d'eau (Bubalus bubalis).
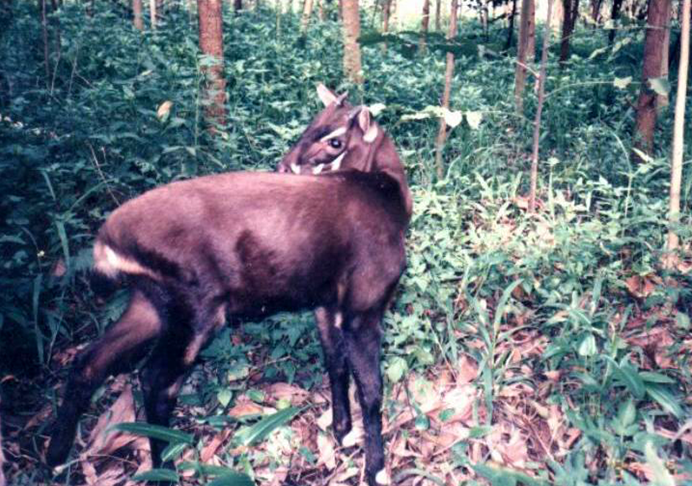
Saola (Pseudoryx nghetinhensis).
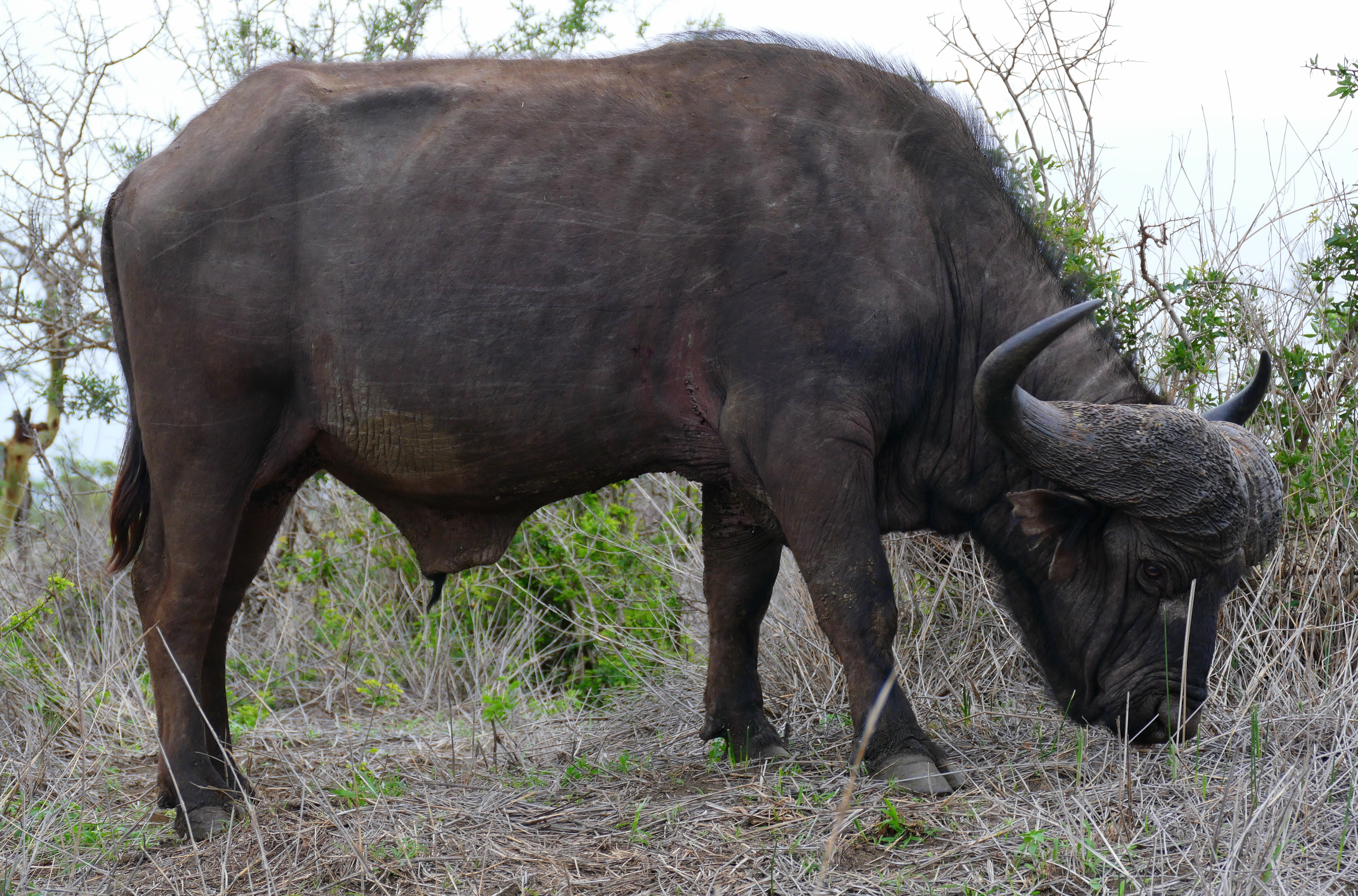
Buffle du Cap (Syncerus caffer).
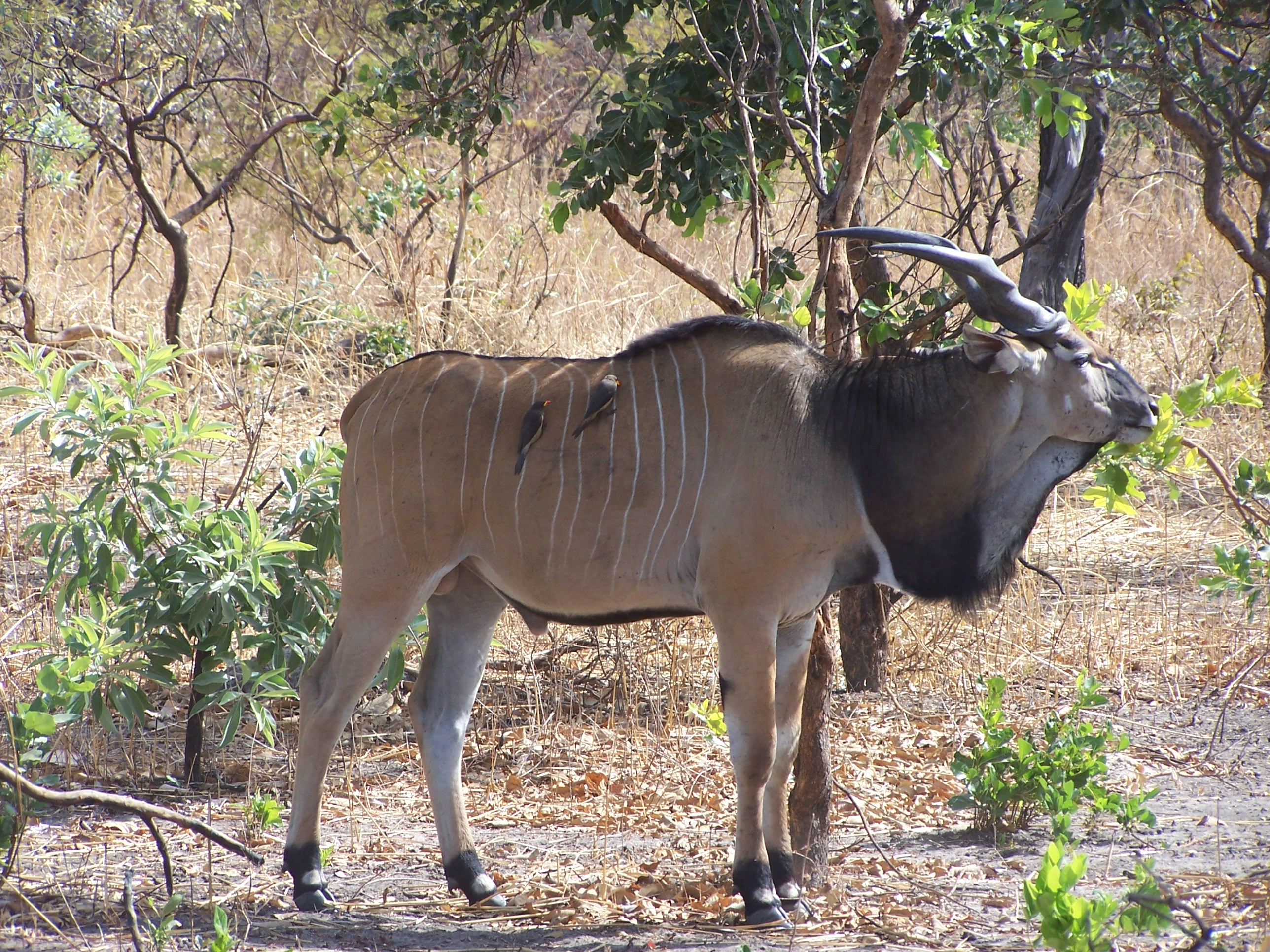
Éland géant (Taurotragus derbianus).
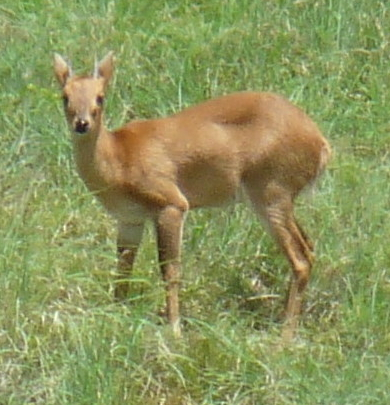
Antilope tétracère (Tetracerus quadricornis).
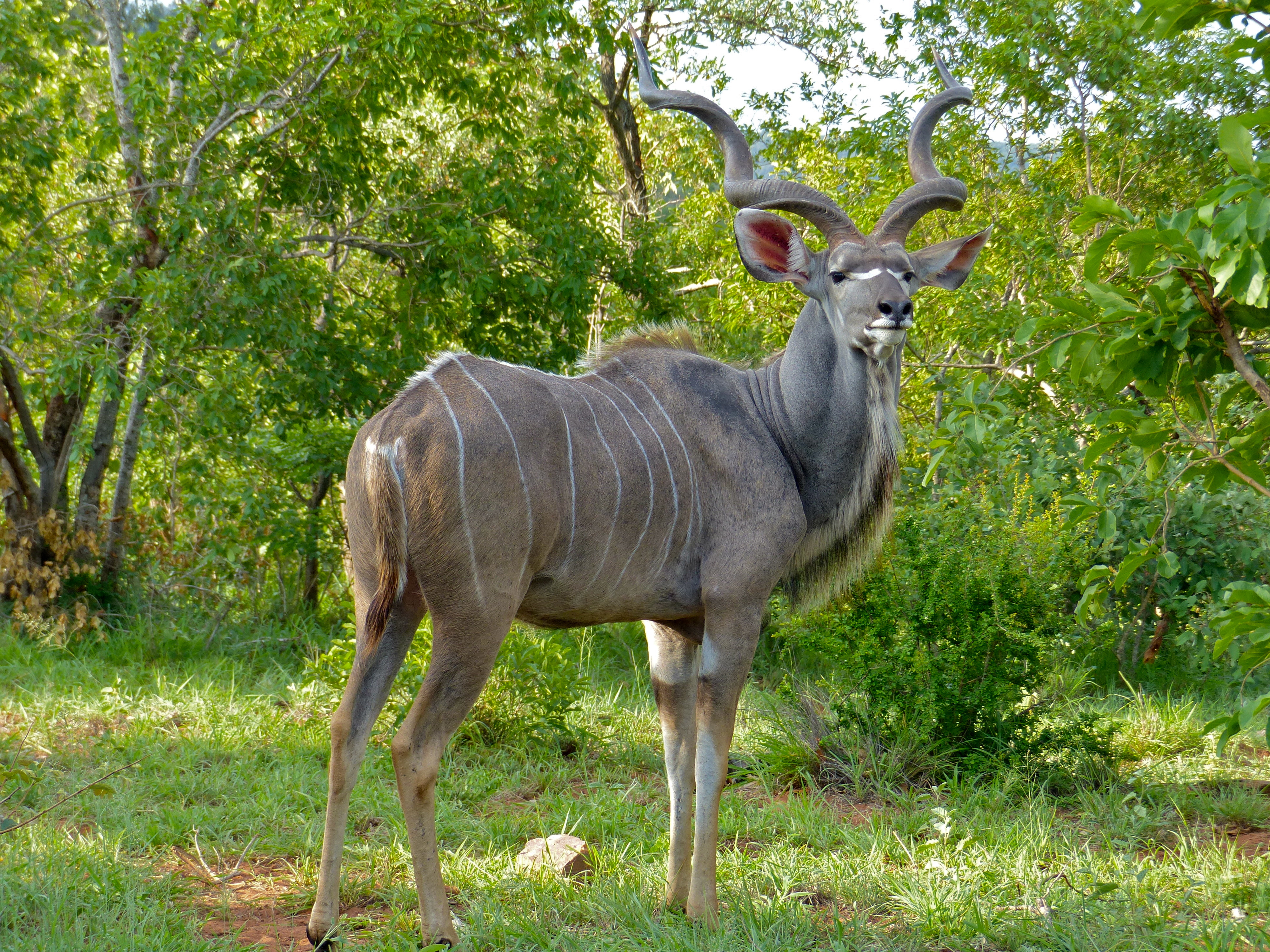
Grand koudou (Tragelaphus strepsiceros).

## Principales espèces

### Espèces domestiquées
- la vache, le veau, le bœuf, le taureau (Bos taurus)
  - le zébu (Bos taurus indicus, maintenant considéré comme une sous-espèce du premier)
- le buffle d'Asie (Bubalus bubalus)
- le yack (Bos grunniens)
- le gayal (Bos frontalis)
- le banteng (Bos javanicus)

### Espèces sauvages
- le gaur (Bos gaurus)
- le kouprey (Bos sauveli)
- le bison d'Amérique du Nord (Bison bison)
- le bison d'Europe (Bison bonasus)
- le nilgaut, ou antilope nilgaut (Boselaphus tragocamelus)
- le bongo (Tragelaphus eurycerus)
- le buffle d'Afrique (Syncerus caffer)
- l'éland (Taurotragus oryx)

### Espèce éteinte
- l'aurochs (Bos primigenius)

## Importance économique
Les bovins sont présents sous toutes les latitudes. Leur population mondiale s'élève à 1,5 milliard de têtes (dont 1,4 milliard de taurins et 150 millions de zébus). Avant qu'existât la monnaie, la valeur des choses se comptait entre autres en têtes de bétail (bœufs). Ils sont élevés pour le travail qu'ils fournissent, aspect encore important dans les pays en développement, pour le lait, qui est une source de matière grasse importante (le beurre) et pour la viande (sauf en Inde). On utilise aussi leur peau (cuir), leur corne, ainsi que la bouse qui constitue un combustible utilisé dans certains pays, et un fertilisant.
Les matières fécales des ruminants appelées bouses ont la propriété d'être humides et riches en débris microbiens non digérés. Ce fumier est un engrais largement utilisé en agriculture traditionnelle.

## Mythologie

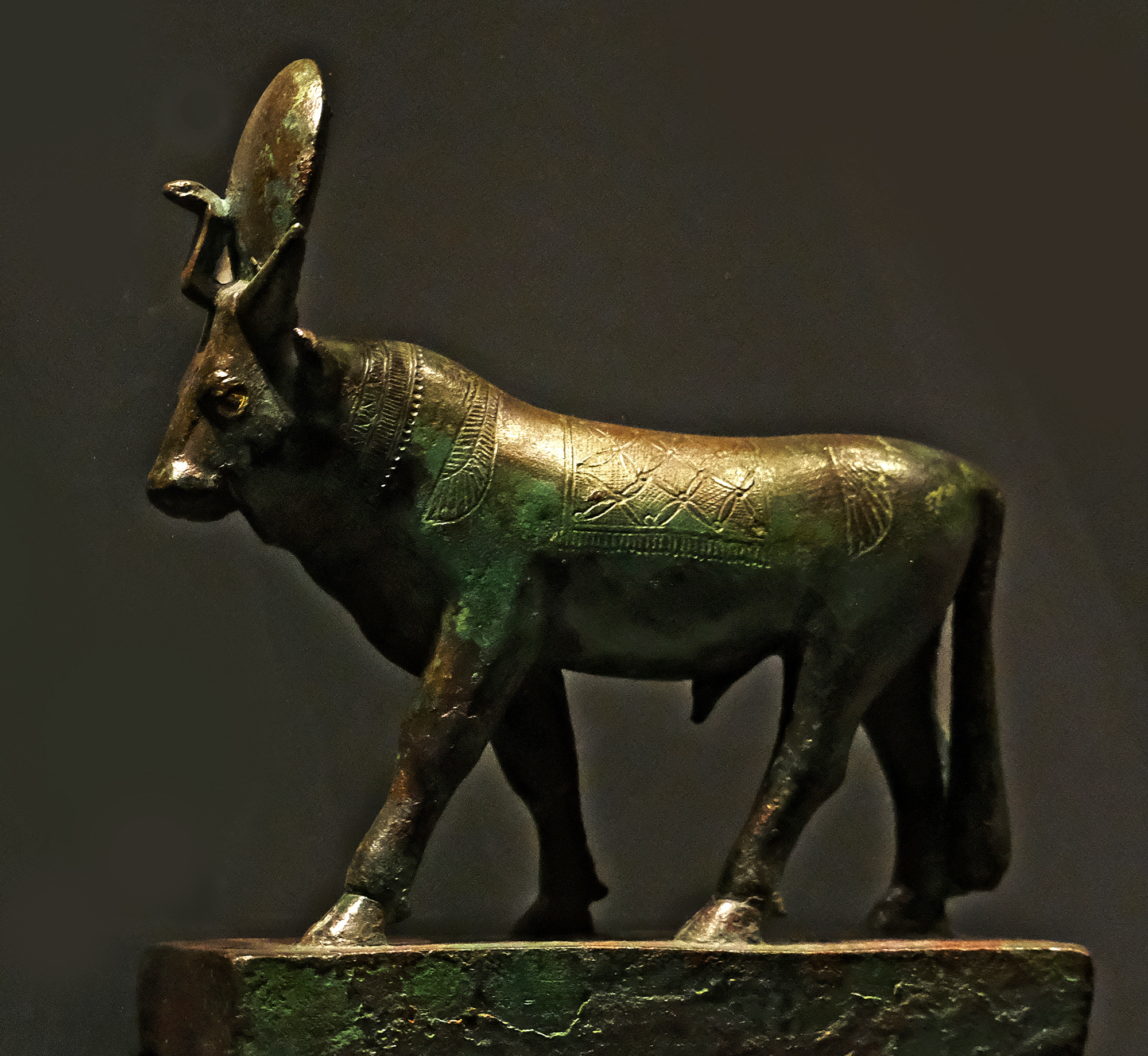
Statue du dieu Apis (Musée du Louvre).

Les bovins ont joué un rôle important dans la mythologie égyptienne, notamment le dieu Apis et la déesse Hathor. Ils sont sacrés dans la religion hindoue. 